# Robert Anning Bell
Robert Anning Bell (Londra, 14 aprile 1863 – 1933) è stato un pittore e illustratore britannico dell'età vittoriana.

## Biografia
Nato da Robert George Bell, un salumiere, e Mary Charlotte Knight, studiò alla University College School fino all'età di 15 anni. Passò poi al Westminster College of Art ed alla Royal Academy Schools trasferendosi poi a Parigi per un anno di studio presso il pittore Morot Aimè. Dopo il suo rientro in Inghilterra, fino al 1890 condivide uno studio con lo scultore George Frampton e compie un viaggio di studio in Italia.
Con Frampton realizzò una serie di disegni per una pala d'altare che venne esposta alla Arts and Crafts Exhibition Society e successivamente installata nella Chiesa di Santa Chiara a Liverpool. Dal 1895 al 1899 Bell fu istruttore presso la scuola di architettura dell'Università di Liverpool. Durante questo periodo egli si associò con la Della Robbia Pottery di Birkenhead mentre stava diventando sempre più noto come grafico editoriale e illustratore.
Nel 1911, Bell venne nominato capo della sezione design alla Glasgow School of Art e dal 1918 al 1924 è stato professore di design presso il Royal College of Art. Ha continuato a dipingere ed esporre alla Royal Academy, al New Art Club e alla Royal Watercolour Society.

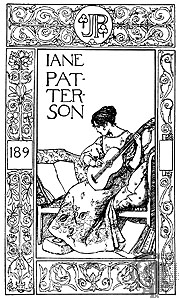
Ex libris per Jane Patterson disegnato da Robert Anning Bell.

Autore di opere di contenuto figurativo e fantasioso, spaziò tra le tele ad olio, tempera, acquarello, per proseguire con l'illustrazione di libri, design di tessuti, stucchi in gesso, mosaici e vetrate.